# 쿨!
《쿨!》(영어: Be Cool)은 2005년 개봉한 미국의 범죄 코미디 영화이다. 1995년 영화 《겟 쇼티》의 후속작이다. 엘모어 레너드의 소설 〈Get Shorty〉(1990)의 속편인 〈Be Cool〉(1999)이 원작이다.

## 줄거리
영화 제작에 염증을 느끼던 조직 폭력배 출신 칠리 파머는 독립 음반사 사장인 친구 토미 애신스가 러시안 마피아에게 살해당하는 것을 목격한 후 음악 산업에 뛰어든다. 칠리는 토미의 아내 이디 애신스가 운영하는 파산 직전의 음반사를 돕기로 하고, 이 음반사가 힙합 프로듀서 신 러샐에게 진 30만 달러의 빚을 갚기 위해 고군분투한다.
칠리는 클럽 가수 린다 문에게 가능성을 발견하고 그녀를 부당한 계약에서 해방시키려 한다. 그 과정에서 칠리는 린다의 계약을 쥐고 있는 악덕 프로듀서 닉 카와 라지, 그리고 그들의 동성애 혐오적 농담의 대상인 게이 배우 지망생 경호원 엘리엇과 얽히게 된다. 카와 라지는 칠리를 제거하기 위해 청부 살인 업자 조 “루프”를 고용하지만, 루프는 엉뚱하게도 러시안 마피아 행동 대원을 죽인다. 라지는 루프를 야구 방망이로 폭행해 살해한다.
카는 린다의 유일한 계약서 사본이 러시아인들이 운영하는 전당포에 있다고 칠리를 속이려 들지만, 칠리는 카의 속임수를 간파하고 이디에게 FBI에 정보를 흘리게 한다. 러샐은 라지와 엘리엇의 거짓말에 설득당해, 칠리가 카에게 속아 린다의 계약서를 사들이려고 카에게 30만 달러를 줬다고 믿게 된다. 러샐은 카의 사무실을 찾아갔다가 카뿐만 아니라 러시아 마피아 두목까지 맞닥뜨리게 되고, 인종차별적 모욕에 분노해 우발적으로 두목을 살해한다.
우여곡절 끝에 린다는 데뷔 무대를 성공적으로 치르고, 러샐은 칠리와 협상하여 린다의 다음 앨범을 제작하고 수익을 분배받기로 한다. 카는 이 소식에 분노하고, 카와 라지는 엘리엇에게 칠리를 죽이라고 시킨다. 하지만 칠리가 엘리엇의 배우 경력을 도와주겠다고 약속하자 엘리엇은 라지를 배신한다. 라지는 불타 죽고, 칠리는 루프의 살해 도구인 야구 방망이를 카가 소지하고 있다는 것을 입증하여 카가 체포되게 만든다. 
린다는 MTV 비디오 뮤직 어워드에서 신인상과 올해의 뮤직비디오상을 수상하고, 시상식 후 칠리는 이디와 함께 자리를 뜬다. 떠나는 길에 찰리는 엘리엇이 니콜 키드먼와 공동 주연을 맡은 신작 영화의 광고판을 지나친다.

## 출연진
- 존 트러볼타 - 칠리 파머 역
- 우마 서먼 - 이디 애신스 역
- 빈스 본 - 로저 “라지” 로즌솔 역
- 세드릭 디 엔터테이너 - 신 러샐 역
- 안드레이 벤저민 - 다부 역
- 로버트 패스토렐리 - 조지프 “조 루프” 러피노 역
- 크리스티나 밀리안 - 린다 문 역
- 폴 에이덜스타인 - 하이먼 고든 역
- 데비 메이자 - 말라 역
- 그레그앨런 윌리엄스 - 대릴 역
- 하비 카이텔 - 닉 카 역
- 드웨인 존슨 - 엘리엇 윌럼 역
- 대니 더비토 - 마틴 위어 역
- 세스 그린 - 숏건 역
- 제임스 우즈 - 토미 애신스 역
- 미나에 노지 - 미스 방콕 역
- 애리엘 케블 - 로빈 역
- 킴벌리 J. 브라운 - 티퍼니 역
- 마거릿 트러볼타 - 마지 역
- 스콧 애드싯 - 프로그램 편성자 역
- 댄 브라운 - 콘서트 애호가 역

카메오
- 에어로스미스(스티븐 타일러, 조 페리, 톰 해밀턴, 브래드 휫퍼드, 조이 크레이머)
- 와이클레프 장
- 세르지우 멘지스
- 블랙 아이드 피스(윌 아이 앰, 퍼기, 터부, 애플 디 앱)
- 진 시먼스
- RZA
- 프레드 더스트
- 애나 니콜 스미스
- 푸시캣 돌스(니콜 셔징어, 애슐리 로버츠, 킴벌리 와이엇, 케이시 캠벨)

## 기타 제작진
- 협력 제작: 앤디 고즈
- 배역: 실라 재피
- 미술: 마이클 코런블리스
- 의상: 마크 브리지스